# Sidi Abdeldjebar
Sidi Abdeldjebar (Tiếng Ả Rập:سيدي عبد الجبار) là một đô thị thuộc tỉnh Mascara, Algérie. Dân số thời điểm năm 2002 là 3.76 người.